# 宜野湾御殿
宜野湾御殿（ぎのわんおどん、沖縄語: じのーんうどぅん）は、尚泰王の次男・尚寅、宜野湾王子朝広を元祖とする琉球王族。王国末期に宜野湾間切（現・宜野湾市）の按司地頭を務めた琉球王国の大名。
1世・尚寅は、1875年（明治8年）、宜野湾間切を采地（領地）として賜り、宜野湾御殿を興した。その4年後の1879年（明治12年）、琉球王国（琉球藩）は滅亡、尚寅は父・尚泰とともに東京への移住を命じられた。
廃藩置県後、他の御殿は大和名（采地名+名乗）を姓名としたが、尚寅は国王の実子だったためか、宜野湾ではなく尚姓がそのまま姓になり、諱が名になった（尚泰の弟・今帰仁御殿の今帰仁朝敷は大和名が姓名となっている）。1896年（明治29年）、華族に列せられ、男爵位を賜った。那覇市末吉公園内にある宜野湾御殿の墓は那覇市指定史跡になっている。

## 系譜
- 1世・尚寅
- 2世・尚琳
- 3世・尚義清